# Garovaglia plicata
Garovaglia plicata là một loài Rêu trong họ Pterobryaceae. Loài này được (Brid.) Bosch & Sande Lac. miêu tả khoa học đầu tiên năm 1863.